# Sékouba Konaté
Sékouba Konaté (* 6. Juni 1964 in Conakry) ist ein guineischer Brigadegeneral. Von Dezember 2008 bis Dezember 2009 war er als Mitglied der Militärjunta, die sich infolge des Todes von Präsident Lansana Conté gebildet hatte, Vizepräsident des Landes. In dieser Eigenschaft übernahm er zwischen dem 3. Dezember 2009 und dem 21. Dezember 2010 als Präsident übergangsweise die Regierung, nachdem Präsident Moussa Dadis Camara bei einem Attentat schwer verletzt und deshalb amtsunfähig geworden war, und ermöglichte, anders als von seinem Vorgänger zu erwarten gewesen wäre, nach mehr als einem halben Jahrhundert freie Präsidentschaftswahlen.

## Familie und militärische Karriere
Konaté wurde 1964 in der guineischen Hauptstadt Conakry geboren. Seine Eltern gehörten dem Volk der Mandinka an, die mit verwandten Völkern etwa 30 % der Bevölkerung Guineas stellen. Nach einer anderen Quelle soll seine Mutter Libanesin gewesen sein, sein guineischer Vater soll in der französischen Armee gedient haben, bis er nach der Unabhängigkeit Guineas 1958 ins Land zurückkehrte. Nach derselben Quelle wurde der ehemalige Diktator Lansana Conté nach dem Tod von Konatés Vater 1982 zum „Beschützer“ Konatés. Er besuchte die Académie Militaire Royale in der marokkanischen Stadt Meknès. 1995 kämpfte er mit guineischen Einheiten im Nachbarland Sierra Leone. Wegen seiner Tapferkeit im Kampf erhielt er den Beinamen „El Tigre“.

## Der Weg zur Präsidentschaft
Als Moussa Dadis Camara sich nach dem Tod des langjährigen Präsidenten Lansana Conté im Dezember 2008 an die Macht geputscht hatte, veröffentlichte er eine Liste der Mitglieder seiner Junta, die 32 Namen umfasste, auf der Sékouba Konaté nicht auftauchte. Nach Augenzeugenberichten brachen daraufhin Unruhen in Camp Alpha Yaya Diallo, der wichtigsten Kaserne der Hauptstadt aus und Anhänger Konatés forderten seine Beteiligung an der Macht. Angeblich trafen sich daraufhin Camara, Konaté sowie ein dritter Offizier. Um den Aufruhr beizulegen, sollen diese drei abwechselnd Lose gezogen haben, um zu ermitteln, wer von ihnen Präsident werden solle. Erst nachdem Camara zweimal hintereinander gewonnen hatte, akzeptierte Konaté den Posten als Vizepräsident des Conseil National de la Démocratie et du Développement (CNDD, Nationaler Rat für Demokratie und Entwicklung).
Am 3. Dezember 2008 wurde er zudem zum Verteidigungsminister Guineas ernannt. Außerdem leitete er das Komitee zur Überprüfung der strategischen Sektoren der Wirtschaft Guineas (Comité d’audit et de surveillance des secteurs stratégiques de l’économie).
Das Attentat auf Mousa Dadis Camara öffnete ihm schließlich den Weg zur Macht, die er jedoch nicht langfristig behalten wollte.

## Ende seiner Präsidentschaft
Am 27. Juni 2010 fand die Präsidentschaftswahl in Guinea 2010 statt, die erste freie Wahl in diesem Land überhaupt. Sékouba Konaté trat nicht als Kandidat an. Cellou Dalein Diallo und Alpha Condé erhielten mit 39 bzw. 20 % die von allen Kandidaten meisten Stimmen. Nach dem Sieg von Alpha Conde in der Stichwahl am 7. November 2010 wurde dieser am 21. Dezember 2010 als Sekoubas Nachfolger vereidigt.